# Sadeq al-Mahdi
 (novembre 2008).
Si vous disposez d'ouvrages ou d'articles de référence ou si vous connaissez des sites web de qualité traitant du thème abordé ici, merci de compléter l'article en donnant les références utiles à sa vérifiabilité et en les liant à la section « Notes et références ».
Sadeq al-Mahdi (arabe : الصادق المهدي), né le 25 décembre 1935 à Omdourman et mort le 26 novembre 2020 à Abou Dabi, est un homme politique soudanais.
Premier ministre à deux reprises, du 27 juillet 1966 au 18 mai 1967, puis du 6 mai 1986 au 30 juin 1989, il fut renversé avec le président Ahmed al-Mirghani par le colonel Omar Hassan al-Bashir en 1989.

## Biographie
Sadeq al-Mahdi est né le 25 décembre 1935 à Al-Abasya, à Omdourman, au Soudan. Il est le petit-fils paternel de Sayid Abdel Rahman al-Mahdi, fondateur du parti Oumma et arrière-petit-fils de Muhammad Ahmad, le cheikh soufi soudanais des Ansar et Mahdi autoproclamé qui a dirigé la Guerre des mahdistes pour récupérer le Soudan de la domination anglo-égyptienne. Il est également l'oncle paternel de l'acteur soudano-britannique Alexander Siddig.
Sadeq al-Mahdi a été Premier ministre du Soudan à deux reprises : une brève première en 1966-1967 et une seconde entre 1986 et son éviction le 30 juin 1989. Cette seconde fois, il a été élu par l'Assemblée constituante.
Il meurt le 26 novembre 2020 de complications liées au Covid-19, à Abou Dabi, aux Émirats arabes unis,.

## Décorations
- Grand-cordon de l’ordre de la République du Soudan